# Clásico capitalino (Équateur)
Pour les articles homonymes, voir Clásico capitalino (homonymie).
La rivalité entre le Deportivo et la Liga, également connue sous le nom de Clásico capitalino, se réfère à l'antagonisme entre deux des principaux clubs de football de la ville de Quito, le Deportivo Quito créé en 1940 et la Liga de Quito créé en 1930. 
Le Deportivo évolue au stade olympique Atahualpa et la Liga au stade de la Casa Blanca.
La rivalité est sportive et apparait au début des années 1990.

## Histoire

### Origines de la rivalité
Durant de nombreuses années le clásico capitalino désigne la rencontre entre la LDU Quito et la SD Aucas. À la suite de la descente d'Aucas en deuxième division, une nouvelle opposition prend de l'ampleur vers la fin du vingtième siècle à savoir les rencontres entre la LDU Quito et la SD Quito. D'abord surnommée "le nouveau classique de la capitale", l'opposition gagne ses lettres de noblesse et devient l'unique "classique capital". 

### Intensification de la rivalité

#### La saison 1990

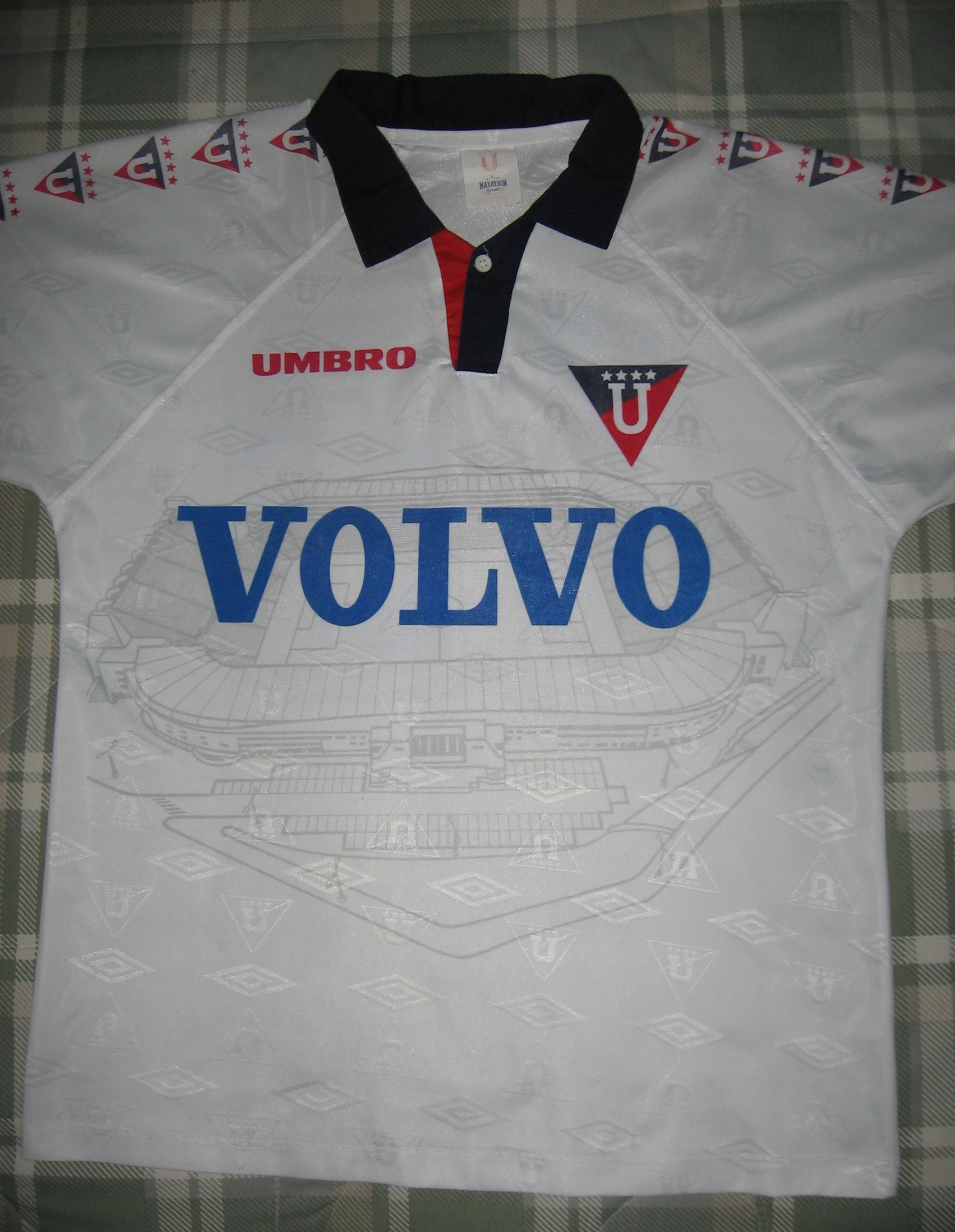
Maillot de La Liga, saison 1997, avec une reproduction du stade de la Casa Blanca.

Cette saison marque le début de l'intensification des oppositions. La LDU Quito remporte le match chez son rival par un score de cinq buts à un et signe sa plus large victoire de l'Histoire sur les terres du Deportivo. Le match de phase retour se solde sur un score de un but partout dont l'égalisation de la Liga se fait à quelques minutes du terme de la rencontre. Cette égalisation change complètement le classement et offre au club la qualification pour la Copa Libertadores 1991 au détriment du Deportivo.

#### Le nouveau stade de la Liga
L'inauguration du stade de la Casa Blanca en 1997 en tant que tel n'intensifie pas la rivalité mais c'est dans le nouveau stade que le Deportivo signe ses plus beaux succès et ses plus belles performances. En 2003, il y gagne sur un score de zéro à quatre; en 2008, le club gagne 0-2 et s'ouvre la voie pour son troisième titre de champion après quarante années sans titre; en 2009, il gagne 0-3 et met fin à une série de dix-sept victoires consécutives de la Liga en championnat.

### Comparaison des palmarès
Sur le ton de la moquerie, les supporters de la Liga affirment que le Deportivo ne peut être considéré comme un adversaire de premier plan pour leur club. Ils comparent leur palmarès international composé de la Copa Libertadores 2008, de la Copa Sudamericana 2009 et des Recopa 2009 et 2010 à celui du Deportivo qui ne comprend aucun titre et au niveau national, ils comparent leurs dix titres de champion contre les quatre du rival.

## Palmarès
| Club      | Championnat | Libertadores | Copa | Recopa |
| --------- | ----------- | ------------ | ---- | ------ |
| Deportivo | 4           | 0            | 0    | 0      |
| La Liga   | 10          | 1            | 1    | 2      |

Parmi ces titres, certains sont acquis contre le rival. En confrontation directe lors d'une finale ou en confrontation indirecte par le biais d'une place de champion et du rival vice-champion.
- Titres acquis par le Deportivo aux dépens de la Liga : 
  - Championnat (1) : 2008[1].

- La Liga n'a remporté aucun de ses trophées par confrontations directes ou indirectes avec le Deportivo.

## Navigation